# Bezirksverwaltung in Berlin
Die zwölf Bezirksverwaltungen von Berlin bilden den unteren Teil der zweistufigen öffentlichen Verwaltung der deutschen Bundeshauptstadt Berlin. Organe der Bezirksverwaltungen sind die Bezirksverordnetenversammlungen (BVV) und die Bezirksämter (BA). Die Bezirksverwaltungen sind für Angelegenheiten vor Ort in den Bezirken zuständig, sofern der Sache keine berlinweite Bedeutung zuzumessen ist.
Die erste Stufe der Berliner Verwaltung, und damit die zentrale und übergreifende Verwaltung des Landes Berlin, bildet die Hauptverwaltung mit den Senatsverwaltungen und ihren nachgeordneten Behörden. Sie wird vom Senat von Berlin als Landesregierung mit dem Regierenden Bürgermeister an der Spitze geleitet.
Die Berliner Bezirke haben weder den Status eines Kreises, da Berlin eine kreisfreie Stadt ist, noch einer Gemeinde, da Berlin Einheitsgemeinde ist. Sie sind „Selbstverwaltungseinheiten Berlins ohne Rechtspersönlichkeit“ (§ 2 Abs. 1 Bezirksverwaltungsgesetz).
Die bezirkliche Selbstverwaltung hat Verfassungsrang (Artikel 68–77 der Verfassung von Berlin). Sie ist in zwei Verwaltungsorgane gegliedert, die Bezirksverordnetenversammlung (BVV) und das Bezirksamt (BA). Die BVV bildet als direkt gewähltes Gremium den kontrollierenden Teil der Bezirksverwaltung; das Bezirksamt hingegen ist für die Ausführung der Verwaltung zuständig. Jedes Bezirksamt besteht aus dem Bezirksbürgermeister (hauptamtlich, besoldet nach B6 Bundesbesoldungsordnung) und fünf Bezirksstadträten (besoldet nach B4 Bundesbesoldungsordnung).

## Geschichte
Die Preußische Städteordnung im Rahmen der Stein-Hardenbergschen Reformen brachte zu Beginn des 19. Jahrhunderts einschneidende Neuerungen für die kommunale Verwaltungsstruktur von Berlin. Diese Städteordnung sah vor, größere Städte in Bezirke von mehreren Tausend Einwohnern zu gliedern. Jeder dieser Bezirke besaß einen ehrenamtlichen, unbesoldeten Bezirksvorsteher, einen Schiedsmann, eine Armenkommission und eine Waisenkommission.
Die heutige Struktur der Bezirke hat ihren Ursprung im Groß-Berlin-Gesetz vom 27. April 1920, als durch Zusammenschluss des damaligen Berlins mit sieben weiteren Städten, 59 Landgemeinden und 27 Gutsbezirken die Stadt Groß-Berlin mit damals 20 Bezirken geschaffen wurde.
Diese Verwaltungsgliederung hat sich in ihren Grundzügen über alle historischen Wendungen hinweg erhalten. Die Rolle der Bezirksverwaltungen und ihr politisches Gewicht war jedoch in den wechselnden politischen Systemen, in der Weimarer Republik von 1920 bis 1933, während der nationalsozialistischen Herrschaft 1933–1945, in der Vier-Sektoren-Stadt nach Kriegsende 1945, in der durch die Mauer geteilten Stadt von 1961 bis 1989 und nun im wiedervereinigten Berlin als Hauptstadt ständigen Veränderungen unterworfen. Ebenso hat es immer eine kontroverse Debatte um einerseits eine Stärkung der bezirklichen Selbstverwaltung und andererseits eine stärkere Zentralisierung der Berliner Verwaltung gegeben.
Die letzte große Veränderung erfolgte mit dem Gebietsreformgesetz, durch das 2001 aus den bis dahin 23 historisch gewachsenen Bezirken durch Fusionen zwölf in etwa gleich große Bezirke geschaffen wurden.
Mit dem 8. Gesetz zur Änderung des Bezirksverwaltungsgesetzes vom 22. Oktober 2008, das allerdings erst mit Beginn der 17. Wahlperiode in Kraft tritt, sollte eine einheitliche Gliederung aller Bezirksämter in gleiche Strukturen der Fachämter erfolgen. Dabei wurden diverse bisherige Fachämter zu größeren Organisationseinheiten zusammengefasst; es sollte dann nur noch zehn Fachämter je Bezirksverwaltung geben.

## Wahl des Bezirksamtes
Das Bezirksamt, das von der BVV zu wählen ist, besteht aus sechs Mitgliedern: dem Bezirksbürgermeister und fünf Bezirksstadträten. Die Vorschlagsrechte für die Bezirksamtsposten werden proportional zum bezirklichen Wahlergebnis nach dem d’Hondt’schen Höchstzahlverfahren auf die Fraktionen der Bezirksverordnetenversammlungen verteilt. Die Bezirksamtsmitglieder werden durch die BVV& – zumindest juristisch – unabhängig von späteren Aufgabenbereichen gewählt. Welches Bezirksamtsmitglied später für welche Ressorts zuständig ist, bestimmt das Bezirksamt in eigener Verantwortung per Mehrheitsbeschluss. Das Vorschlagsrecht für die Wahl des Bezirksbürgermeisters steht grundsätzlich der stärksten Fraktion zu, kann jedoch an eine so genannte Zählgemeinschaft aus zwei oder mehr Fraktionen übergehen, die über mehr Mandate als die stärkste Fraktion verfügt.

## Kritik

### Einordnung der Berliner Bezirke
Der oft missverstandene rechtliche Status der Berliner Bezirke und die Einordnung der beiden Organe BVV und Bezirksamt führte in der jüngeren Vergangenheit zur gerichtlichen Auseinandersetzung. Der Bezirk Friedrichshain-Kreuzberg vertrat im Streit um die Einzäunung des Görlitzer Parks im Jahr 2024 vor dem Verwaltungsgericht Berlin die Auffassung, er könne die Pläne der Senatsverwaltung mit der Begründung abwehren, der Bezirk verfüge über ein Selbstverwaltungsrecht, das dem einer Gemeinde vergleichbar sei. Hier stellte jedoch das Gericht klar, dass ein solcher Status nach Artikel 28 Absatz 2 Satz 2 Grundgesetz nicht vorliegt.

### Proporzbezirksamt
Wiederkehrende Debatte in der Öffentlichkeit ist die Frage, ob das "Proporzbezirksamt" durch ein sogenanntes ‚Politisches Bezirksamt‘ ersetzt werden soll. Die Stadtratsämter in Berlin werden seit 1971 nach Proporz, also nach der Stärke der Parteien, in den Bezirksverordnetenversammlung (BVV) besetzt. Die Bezirksbürgermeister können jedoch seit 1992 von einer politischen Mehrheit (zum Beispiel einer Koalition) gewählt werden.
1998 war gemäß Art. 99 a. F. der Verfassung geplant, dass das politische Bezirksamt zum 1. Januar 2010 in Kraft tritt. Durch das Neunte Gesetz zur Änderung des Bezirksverwaltungsgesetzes und das Zehnte Gesetz zur Änderung der Verfassung von Berlin (beide Gesetze vom 17. Dezember 2009) wurde dies jedoch kurz zuvor gestoppt. Beide Gesetze wurden in der Sitzung des Abgeordnetenhauses am 10. Dezember 2009 angenommen.